# Yaylapazarı, Ermenek
Yaylapazarı là một xã thuộc huyện Ermenek, tỉnh Karaman, Thổ Nhĩ Kỳ. Dân số thời điểm năm 2011 là 145 người.